# سرچم لو
سرچم لو، روستایی در دهستان بولی بخش بولی شهرستان چوار در استان ایلام ایران است.سرچم لو از طوایف ایل بولی می باشد.عمده جمعیت این روستا از دیرباز دامدار بوده و بصورت عشایری زندگی نموده و طی صده اخیر یکجا نشین و روستا نشین شده اند، دلیل نام گذاری وجود کوه کم ارتفاعی در بالا دست این روستا بوده که مناطق حاصل خیزی با عنوان (لو) مشرف بوده و دید داشته و محل امرار معاش و کشاورزی روستائیان بوده است، این روستا شامل خانواده های بزرگی همچون میهن پرست (امام جمعه فعلی شهر چوار (1402))پیری نیا، بادامه، صادقیان، دارابی، هواسی،بازیار،کاکی ، مرادی، جعفری، عزیزی، مهدی نژاد، اسکین و غیره میباشد که اکثرا بعد از انقلاب اسلامی به شهر مهاجرت نموده و اکنون تصدی مشاغل مختلفی را عهده دار هستند، آب و هوای این روستا عموما گرم و خشک بوده و بدلیل گرمسیر بودن آب و هوای بهاری فوقالعاده چشمگیری را شاهد است ،دارای آبشاری زیبا در قسمت شمالی روستا می باشد که بلحاظ طبیعی کم نظیر است،دراین منطقه قبور فراوانی متعلق به دوره گه وری هایاپهلوانان وجود دارد که نشان از قدمت کهن این دیار دارد  ، موقعیت جغرافیایی سرچم لو در عمق یک دره که بین کوه های شمرّه(نام محلی کوه) و کوه سرچم میباشد قرار گرفته است و یک رودخانه فصلی از کنار این روستا میگذرد، این روستا دارای ساختار خانه سازی غیر یک پارچه است یعنی تجمع خانه ها با فاصله از هم بوده و در اصطلاح محلی به دو بخش سر چم و پاچم تبدیل شده اما در تقسیم بندی نفوس و مسکن با نام کلی سرچم شناخته میشود. این محله از دیر باز بدلیل آبوهوای گرمسیری مورد توجه عشایر کوچرو قرار گرفته و مکانی دارای طرفدار بسیار بوده، باوجود مهاجرت های بسیار اکثر خانواده ها اصالت خود را حفظ نموده و مرتب خانه و ویلاسازی ها در این محدوده توسط اهالی قدیمی جهت بهره برداری تفریحی مورد توجه قرار میگیرد.

## جمعیت
بر پایه سرشماری عمومی نفوس و مسکن در سال ۱۳۹۵، جمعیت این روستا برابر با ۲۲ نفر (۴ خانوار) بوده‌است.